# DM i ishockey for kvinder 1992-93
DM i ishockey for kvinder 1992-93 var turneringen om det fjerde DM i ishockey for kvinder. Mesterskabet blev vundet af HIK, som vandt DM-titlen for kvinder for fjerde gang i træk, og som dermed fortsat havde vundet samtlige DM-titler indtil da.
| Guld | Sølv | Bronze |
| --- | ---- | ------ |
| HIK |      |        |
| Ulla Dich Benedicte Sundberg Christina Jensen Jannie Madsen Sofie Lund Elisabeth Gaz Maja Nyboe Helle Brask Birgitte Andersen Sussi Hansen Linda Jensen Susan Gregersen Tina Christoffersen Katja Moesgaard Dorthe Obel Lolita Jørgensen Tine Lunn Bonnie Engvej Helle Warselmand Birgitte Vestermark Kristina Hassing Rikke Skjoldmose |      |        |